# Ferdinand Carl Sierich

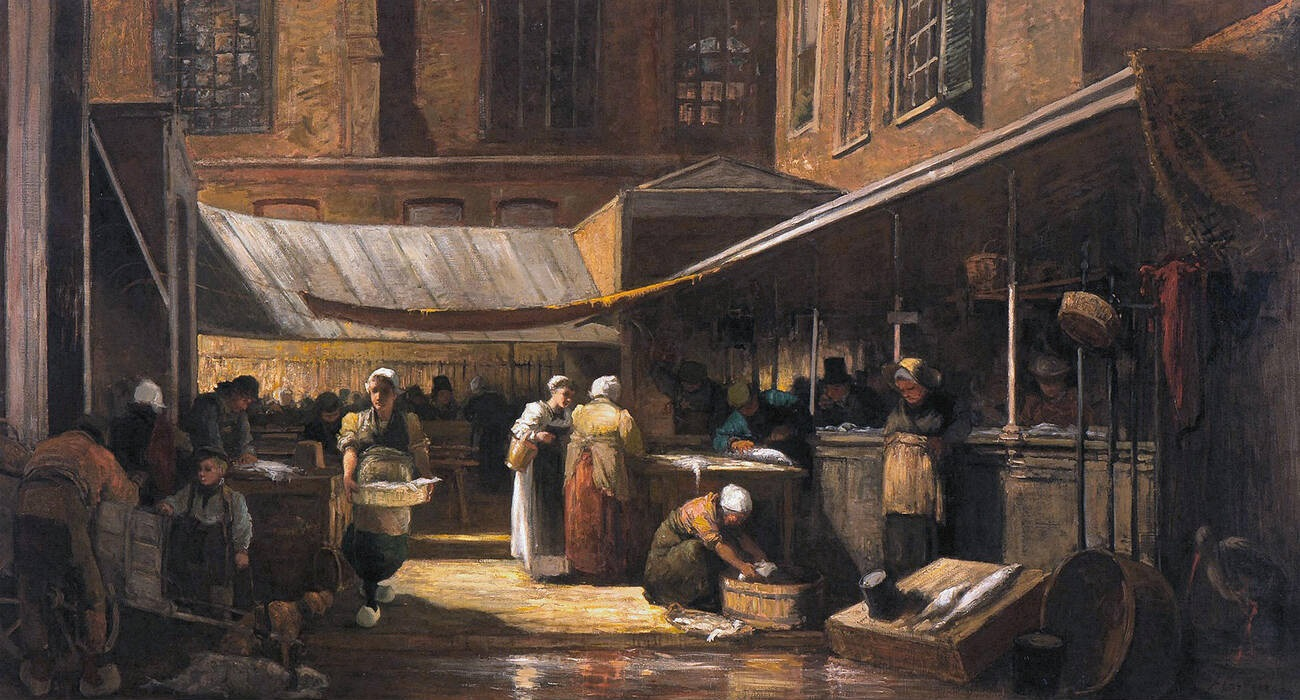
Aktivität am Fischstand

Ferdinand Carl Sierich (* 12. März 1839 in Den Haag; † 19. Oktober 1905 ebenda) war ein niederländischer Veduten-, Porträt- und Genremaler.
Er arbeitete zunächst als Instrumentenbauer im väterlichen Betrieb. Erst mit 28 Jahren konnte er sich ganz der Malerei widmen.
Sierich war Student der Koninklijke Academie van Beeldende Kunsten in Den Haag unter der Leitung von Bartholomeus Johannes van Hove und Jacobus Everhardus Josephus van den Berg, studierte weiter an der Malschule in Düsseldorf und erhielt dort eine Goldmedaille für Komposition. Er war Freund von Jacob Maris und Matthijs Maris.
Nach dem Studium kehrte er nach Den Haag zurück und blieb dort lebenslang.
Sierich malte Genreszenen, Porträts, Figuren und einige Stadtansichten.
Er lehrte unter anderem Hinke Gorter, Johannes Jacobus Prook, Liesbeth Snoeck Henkemans, Jacques Snoeck.
Er nahm von 1863 bis 1901 an Ausstellungen in Amsterdam, Den Haag, Rotterdam und Arnheim teil.
Wurde statt Sierich auch Sierig genannt. Signierte seine Werke „F. Carl Sierig“.